# Carlos Barrera (taekwondo)
Carlos Barrera es un deportista mexicano que compitió en taekwondo. Ganó una medalla de bronce en el Campeonato Panamericano de Taekwondo de 1990 en la categoría de +83 kg.

## Palmarés internacional
| Campeonato Panamericano | Campeonato Panamericano | Campeonato Panamericano | Campeonato Panamericano |
| Año                     | Lugar                   | Medalla                 | Categoría               |
| ----------------------- | ----------------------- | ----------------------- | ----------------------- |
| 1990                    | Bayamón (Puerto Rico)   | Medalla de bronce       | +83 kg                  |